# Henry B. Goodwin
Henry Buergel Goodwin (20. února 1878 Mnichov – 11. září 1931) byl švédský fotograf a pedagog severských jazyků na University of Uppsala původem z Německa.

## Život a dílo
Narodil se v německém Mnichově jako Heinrich Karl Hugo Bürgel. Jeho otec Hugo Bürgel (1853–1903) byl malíř krajin. Studoval severské jazyky na Lipské univerzitě, kterou absolvoval v roce 1903 s titulem PhD. Pracoval na manuscriptu Konungsannáll. Annales Islandorum Regii v islandštině. Během života v Lipsku se také učil fotografovat v ateliéru Nicoly Perscheida.
V roce 1903 se oženil s Hildegardou Gassnerovou a následující rok se přestěhovali do Uppsaly ve Švédsku.
Kromě své akademické kariéry se Goodwin více soustředil na fotografii. V roce 1913 zorganizoval fotografický kurz vedený Nicolou Perscheidem a od roku 1916 začal pracovat jako profesionální fotograf ve svém vlastním studiu. Goodwin se stal ve Švédsku známý především jako piktorialistický fotograf, jeho práce byly vystavovány a uznávaný i v zahraničí.

## Galerie

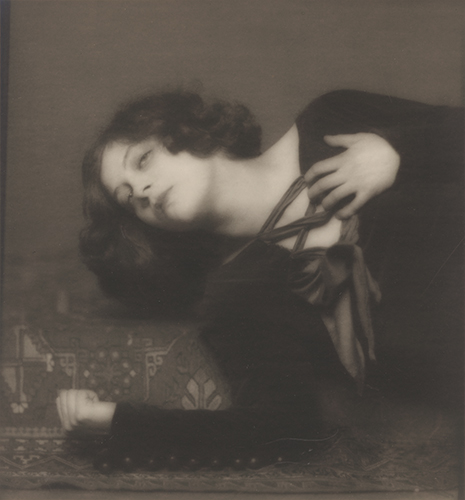
Greta Garbo, 1920
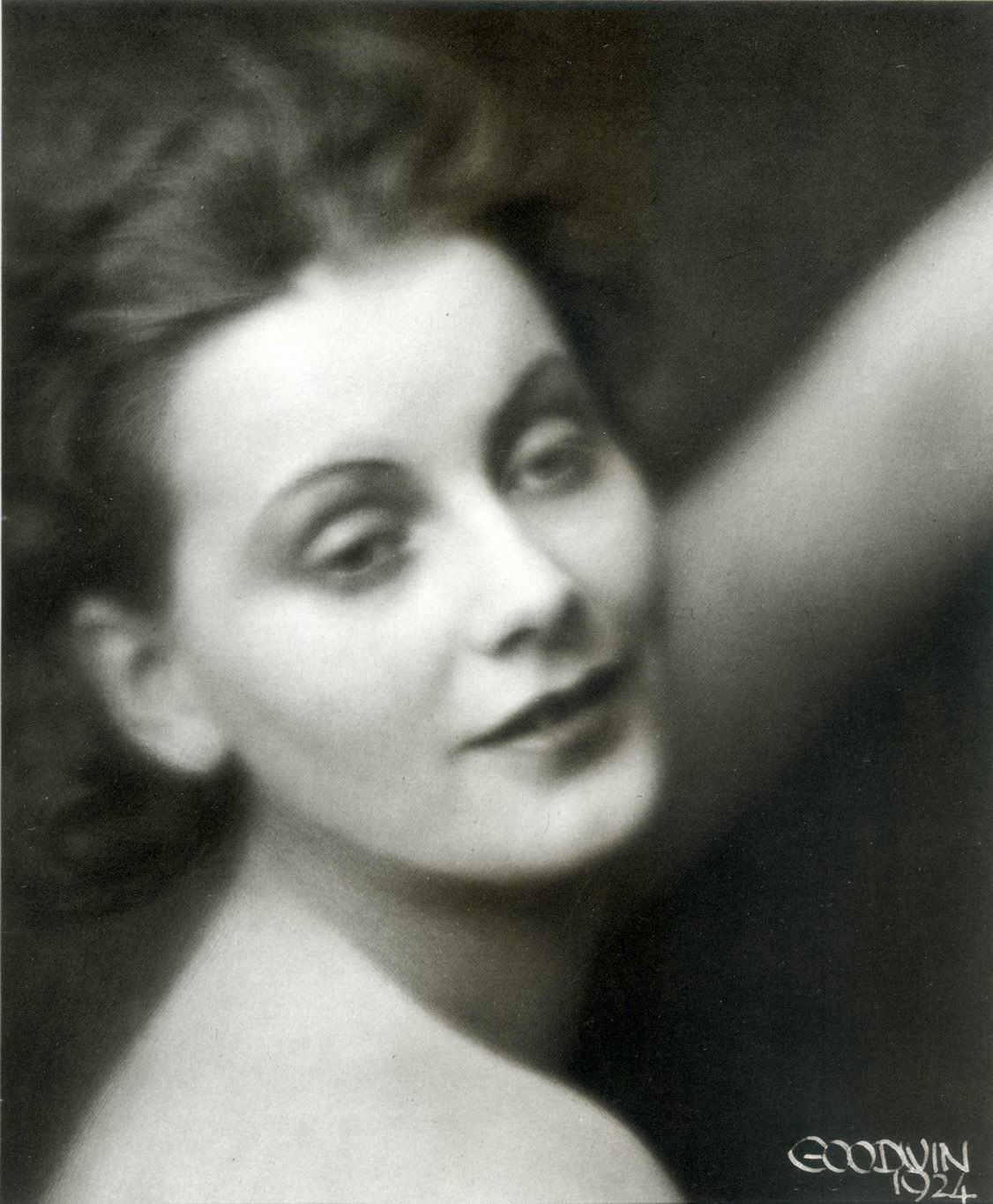
Greta Garbo, 1924
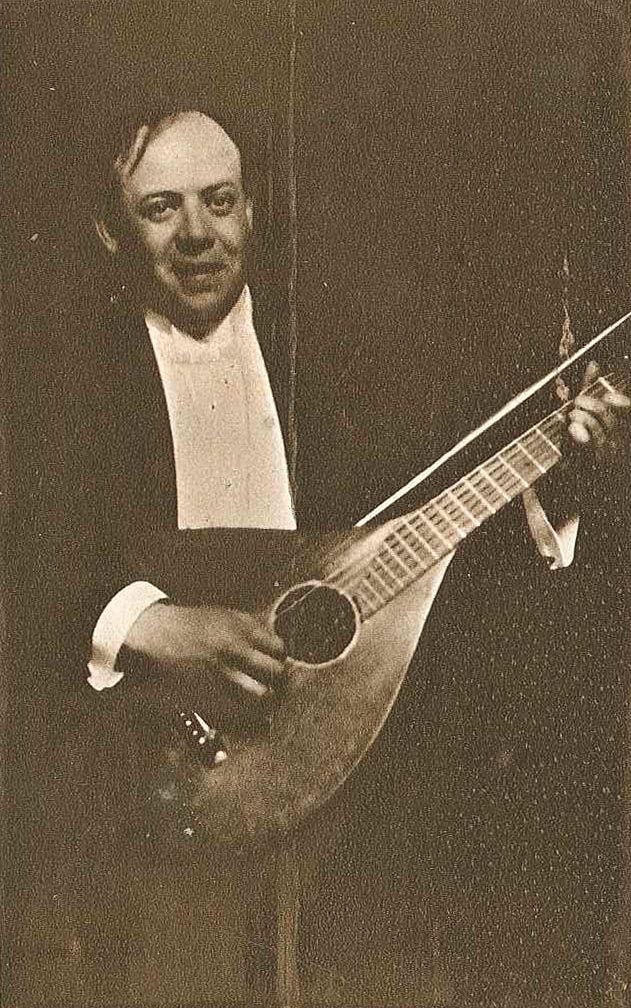
Gunnar Bohman (1882–1963), asi 1916 nebo dříve
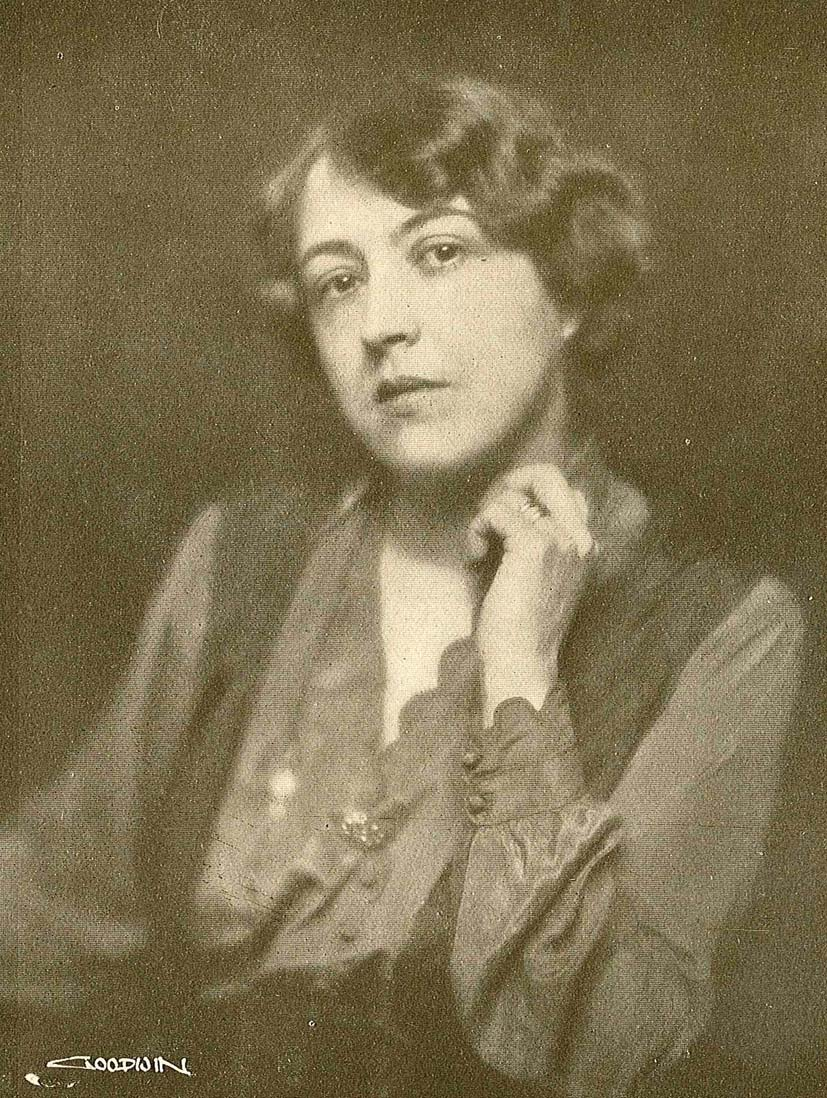
Marika Stiernstedt (1875–1954), asi 1918
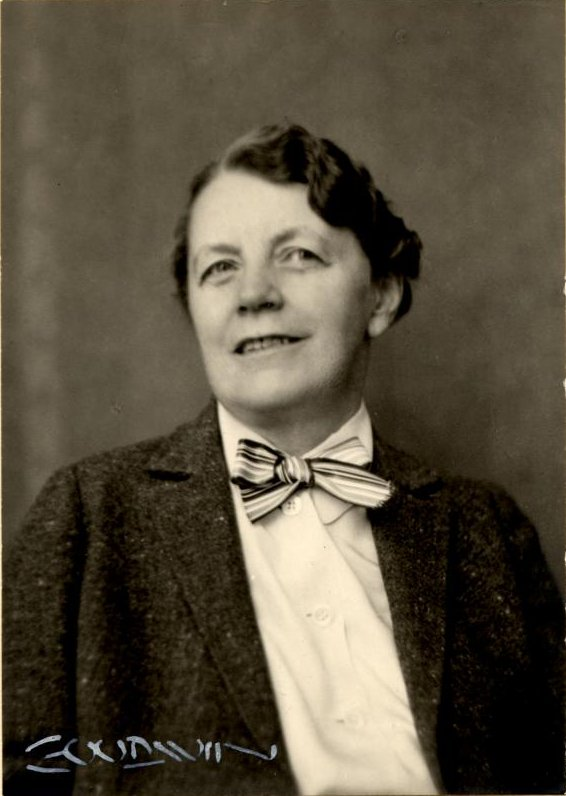
Ada Nilsson, asi 1925–1935
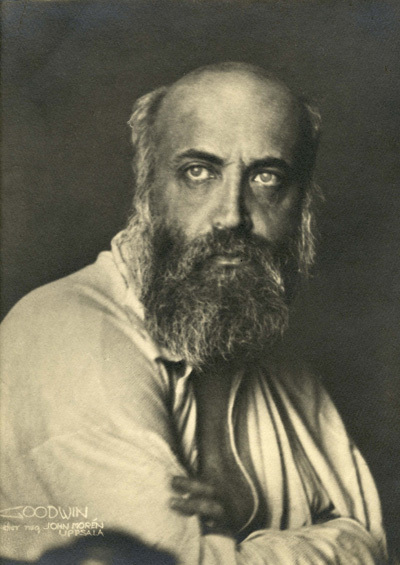
Schrijver Gustaf Fröding (1860–1911)
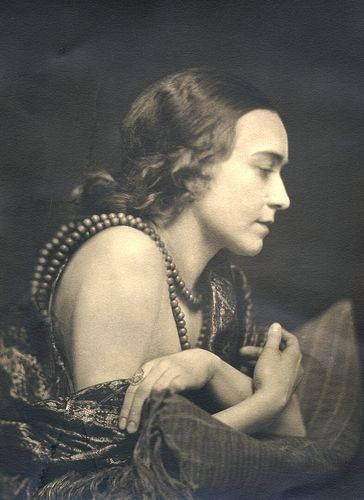
Prima Ballerina Jenny Hasselquist (1874–1978)
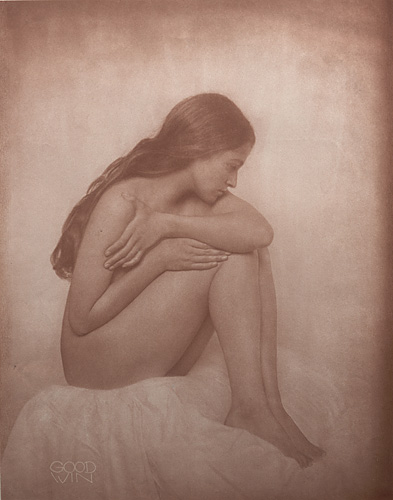
Detta ar fran
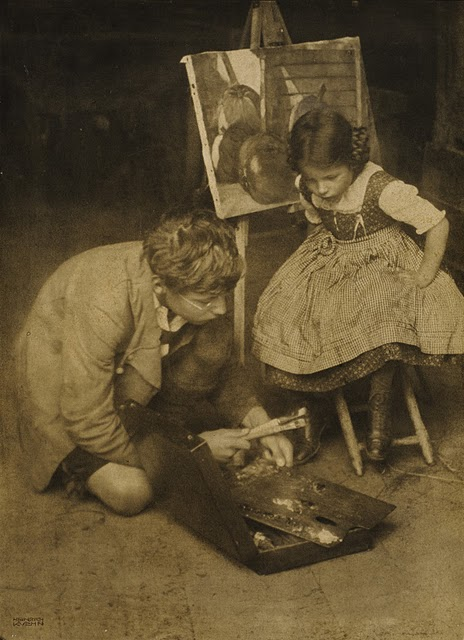
Walther and Lottie at the easel, 1909
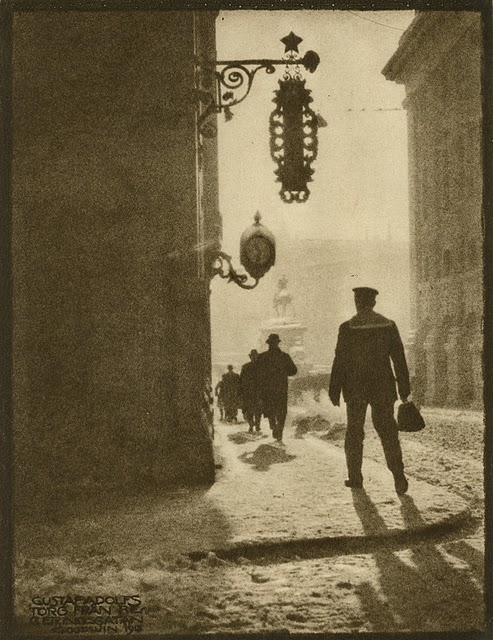
Gustav Adolf’s Market Seen from Regerings Street, 1916
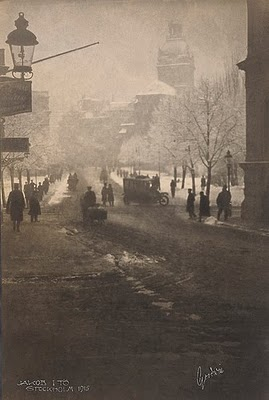
Stockholm, 1915
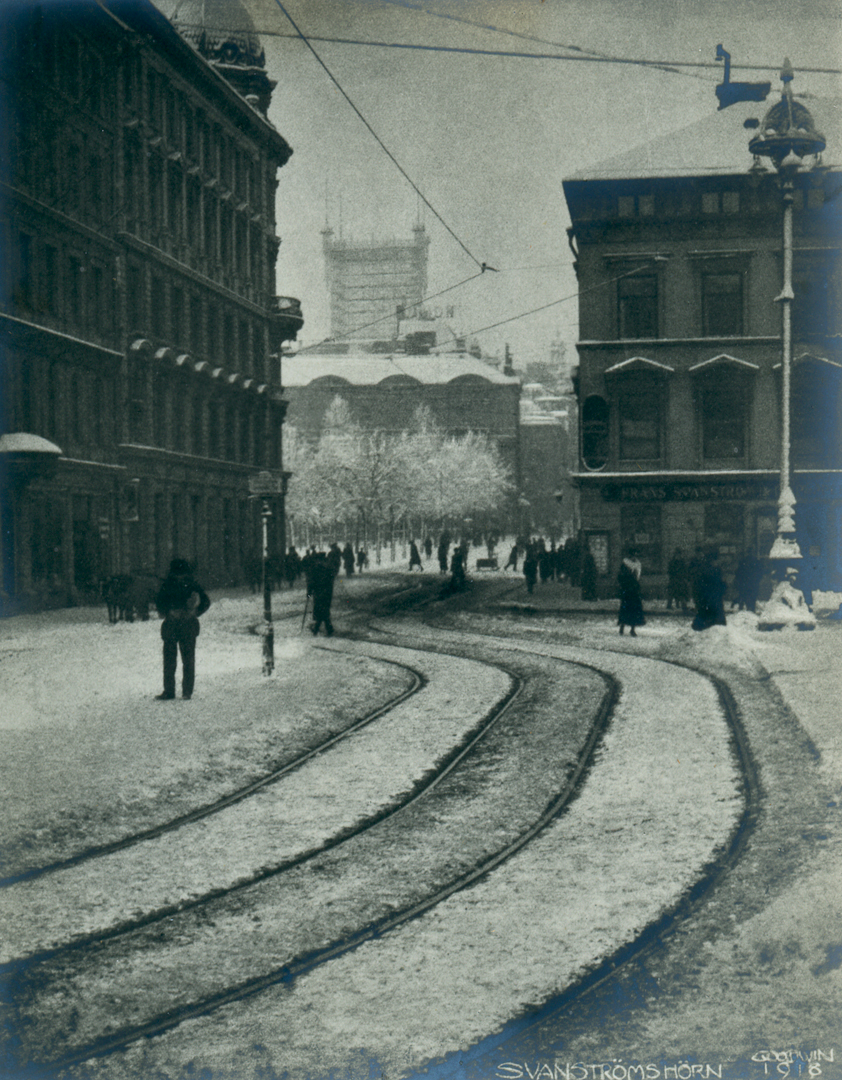
Norrmalmstorg Central Stockholm, 1918
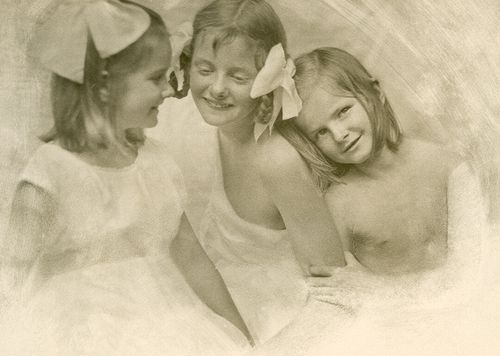
Bernsten sisters
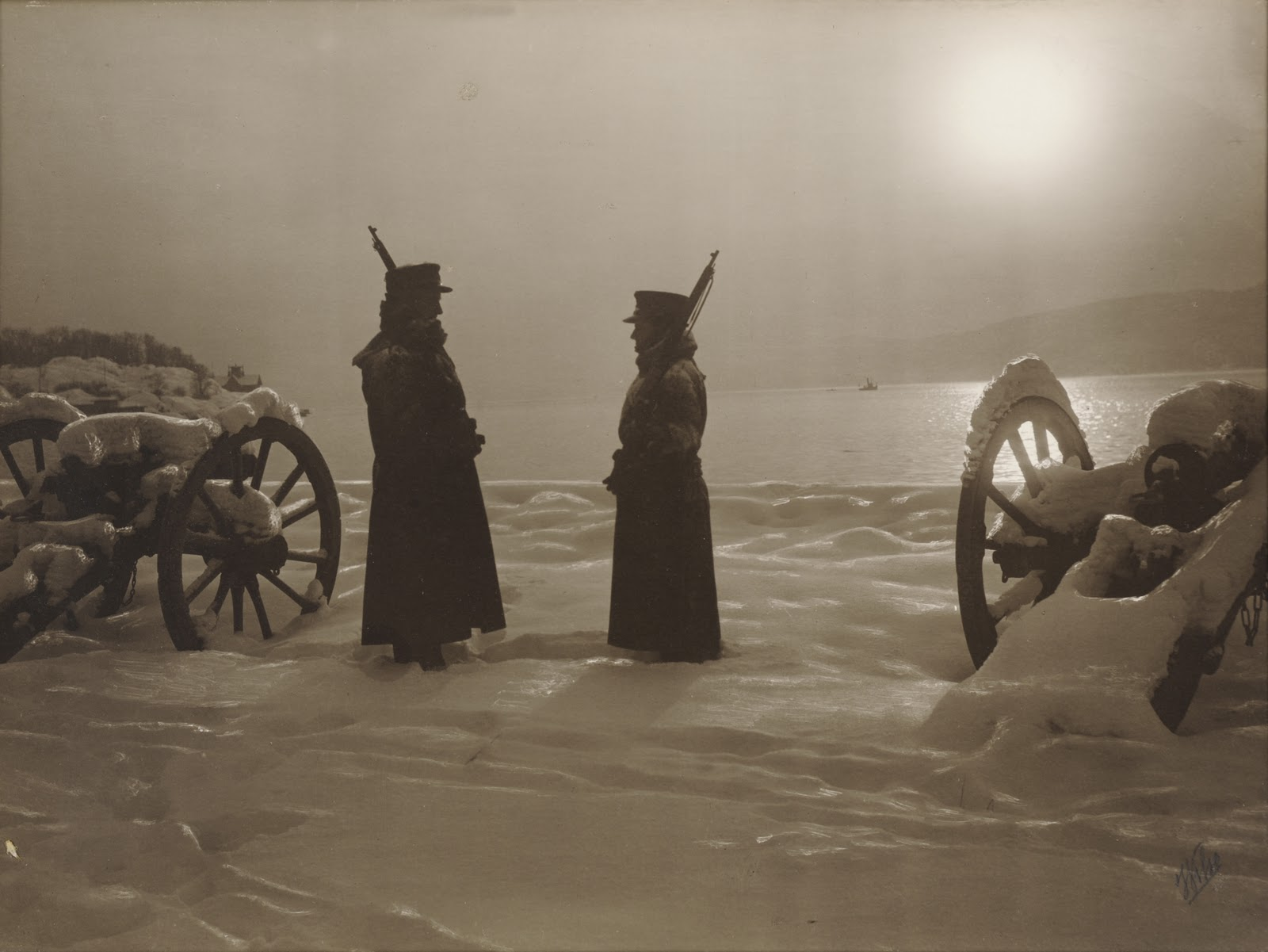
Dr. Morterud Changing Guard, 1915
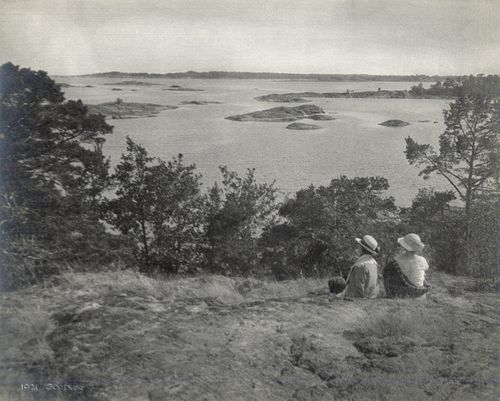
Fran brandvarvet
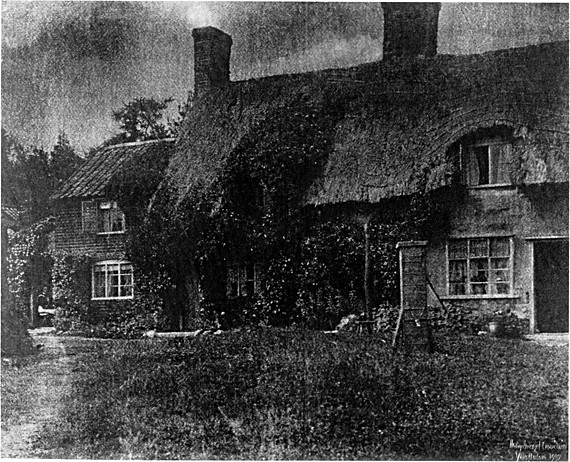
Westleton. England 1910, pigmentfoto
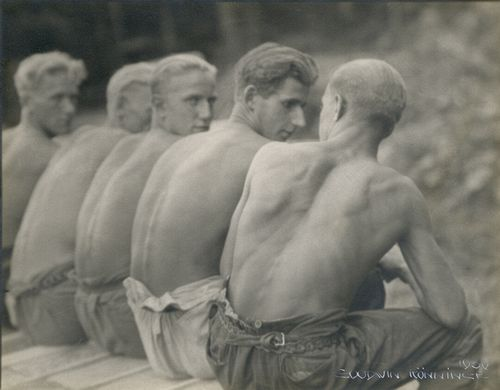
Garden worker at Erik Läck's green house, 1930